# Entergraben
Der Entergraben oder Enterbach mit dem Quellbach Grindelbach ist ein orografisch rechter Zufluss der Ruwer im rheinland-pfälzischen Teil des Naturparks Saar-Hunsrück.
Er entspringt östlich von Holzerath und wird noch vor der Ortslage zum Holzerather See (Weiher) aufgestaut. Er fließt weiter in westlicher Richtung vorbei an Holzerath und Schöndorf, bevor er kurz nach der Unterquerung der Landesstraße 146 bei Pluwigerhammer mündet. Ein linker Zufluss ist der Kieweringsbach bei Holzerath.
Das Naturschutzgebiet Enterbachtal hat eine Größe von etwa 149 Hektar und umfasst Teile der Gemarkungen Holzerath und Schöndorf. Der größte Teil des Enterbachs, beginnend etwas westlich des Holzerather Sees bis zur Ortslage Pluwigerhammer, liegt im Naturschutzgebiet.

## Siehe auch

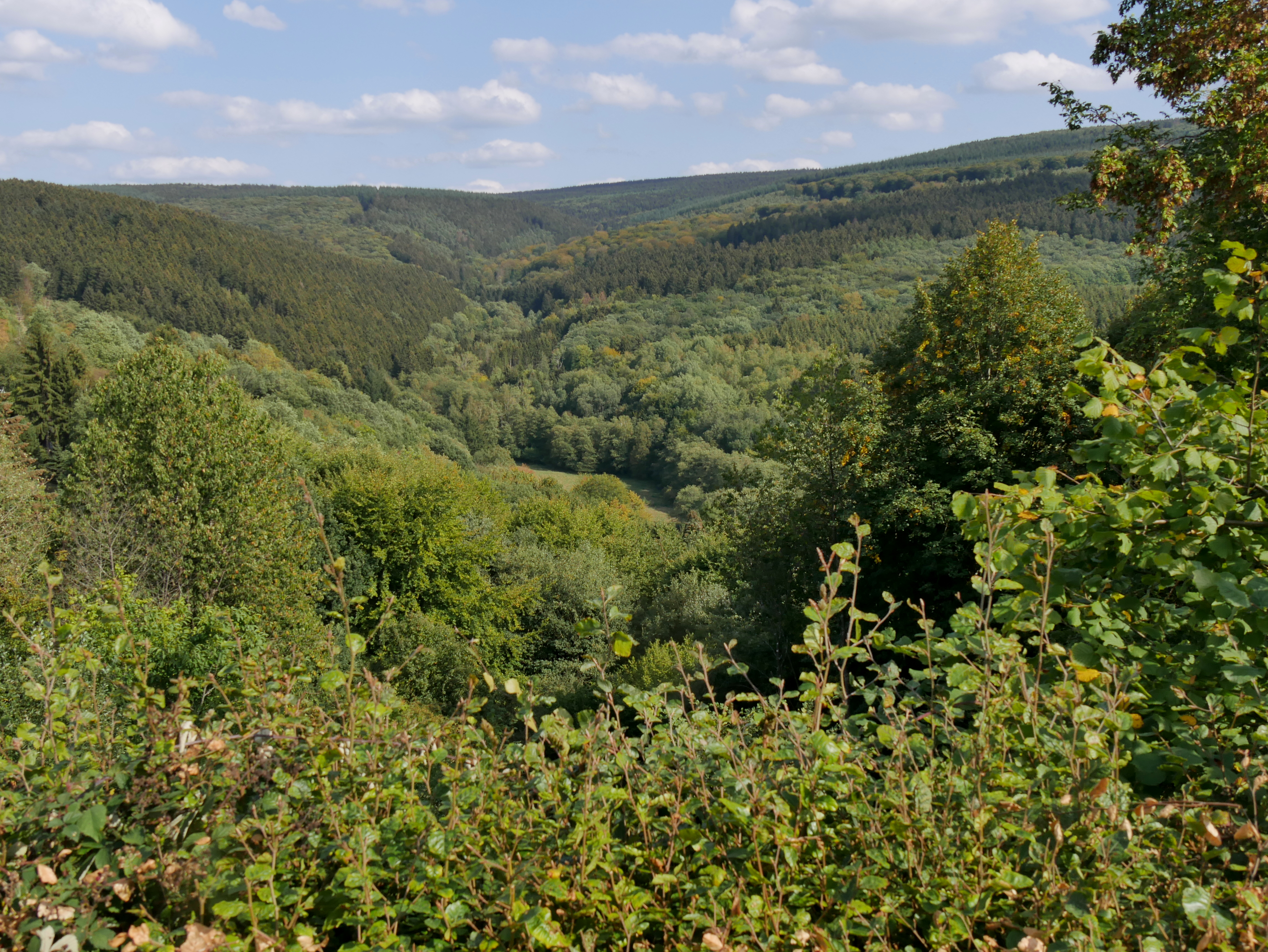
Östliches Ende des Naturschutzgebiets (im Tal) von Holzerath aus gesehen